# Antoine Vermette
Antoine Vermette (ur. 20 lipca 1982 w Saint-Agapit, Quebec, Kanada) – były hokeista kanadyjski, gracz ligi NHL w latach 2003–2018, zdobywca Pucharu Stanleya, reprezentant Kanady.
W lidze NHL zadebiutował 9 października 2003 w zespole Ottawa Senators. Ostatni mecz rozegrał 14 kwietnia 2018 w drużynie Anaheim Ducks. W sezonie zasadniczym NHL rozegrał 1046 spotkań zdobywając 515 punktów (228 bramek i 287 asyst). W playoff rozegrał 97 spotkań. 

## Kariera klubowa
- Quebec Remparts (1998 – 1999)
- Victoriaville Tigres (1999 – 2002)
- Ottawa Senators (2002 – 2009)
  -  Binghamton Senators (2002 – 2005)
- Columbus Blue Jackets (2009 – 22.02.2012)
- Arizona Coyotes (22.02.2012 – 01.03.2015)
- Chicago Blackhawks (01.03.2015 – 02.07.2015)
- Arizona Coyotes (02.07.2015 – 15.08.2016)
- Anaheim Ducks (15.08.2016 – 2018)

31 stycznia 2019 ogłosił zakończenie kariery.

## Kariera reprezentacyjna
- Reprezentant Kanady na MŚ w 2011

## Sukcesy
Klubowe
- Puchar Stanleya z zespołem Chicago Blackhawks w sezonie 2014-2015